# Louis Clarke
Louis Alfred « Pinky » Clarke (né le 23 novembre 1901 à Statesville (Caroline du Nord) – mort le 24 février 1977 à Fishkill) était un athlète américain, spécialiste du sprint.
Étudiant à l'université Johns-Hopkins, il remporte le championnat NCAA sur 100 yards en 1923. L'année suivante, il remporte la médaille d'or sur relais 4 × 100 m, en contribuant au record du monde porté à 41 s 0.